# Benim nos Jogos Olímpicos de Verão de 2020
Benim competiu nos Jogos Olímpicos de Verão de 2020 em Tóquio. Originalmente programados para ocorrerem de 24 de julho a 9 de agosto de 2020, os Jogos foram adiados para 23 de julho a 8 de agosto de 2021, por causa da pandemia de COVID-19. Foi a 12ª participação da nação nos Jogos, com exceção dos Jogos Olímpicos de Verão de 1976 em Montreal, devido ao boicote africano. 

## Competidores
Abaixo está a lista do número de competidores nos Jogos.
| Esporte   | Masculino | Feminino | Total |
| --------- | --------- | -------- | ----- |
| Atletismo | 1         | 2        | 3     |
| Judô      | 1         | 0        | 1     |
| Remo      | 1         | 0        | 1     |
| Total     | 3         | 2        | 5     |

## Atletismo
Os seguintes atletas de Gâmbia conquistaram marcas de qualificação, pela marca direta ou pelo ranking mundial, nos seguintes eventos de pista e campo (até o máximo de três atletas em cada evento):
- Nota– As posições para os eventos de pista são em relação à bateria do atleta
- Q = Qualificado para a próxima fase
- q = Qualificado para a próxima fase como o perdedor mais rápido ou, em eventos de campo, pela posição sem atingir o alvo para qualificação
- NR = Recorde nacional
- N/A = Fase não aplicável para o evento
- Bye = Atleta não precisou disputar aquela fase

Eventos de pista e estrada
| Atleta        | Evento          | Eliminatória | Eliminatória | Quartas de final | Quartas de final | Semifinal | Semifinal | Final     | Final   |
| Atleta        | Evento          | Resultado    | Posição      | Resultado        | Posição          | Resultado | Posição   | Resultado | Posição |
| ------------- | --------------- | ------------ | ------------ | ---------------- | ---------------- | --------- | --------- | --------- | ------- |
| Didier Kiki   | 100 m masculino |              |              |                  |                  |           |           |           |         |
| Noélie Yarigo | 400 m feminino  |              |              | —                | —                |           |           |           |         |

Eventos combinados – Heptatlo feminino
| Atleta            | Evento    | 100 m | SA | AP | 200 m | SD | LD | 800 m | Final | Pos. |
| ----------------- | --------- | ----- | -- | -- | ----- | -- | -- | ----- | ----- | ---- |
| Odile Ahouanwanou | Resultado |       |    |    |       |    |    |       |       |      |
| Odile Ahouanwanou | Pontos    |       |    |    |       |    |    |       |       |      |

## Judô
Benin inscreveu um judoca no torneio olímpico após receber convite pela Comissão Tripartite da International Judo Federation.
Masculino
| Atleta             | Evento | Fase de 32           | Oitavas-de-final     | Quartas-de-final     | Semifinais           | Repescagem           | Final / BM           | Final / BM |
| Atleta             | Evento | Adversário Resultado | Adversário Resultado | Adversário Resultado | Adversário Resultado | Adversário Resultado | Adversário Resultado | Posição    |
| ------------------ | ------ | -------------------- | -------------------- | -------------------- | -------------------- | -------------------- | -------------------- | ---------- |
| Celtus Dossou Yovo | -90 kg |                      |                      |                      |                      |                      |                      |            |

## Remo
Benim qualificou um barco para o skiff simples masculino nos Jogos ao terminar em quinto na final A da Regata de Qualificação Olímpica de 2019 da FISA e conquistando a terceira das cinco vagas disponíveis no torneio em Tunis, Tunísia, marcando a estreia da nação no esporte.
| Atleta         | Evento                  | Eliminatórias | Eliminatórias | Repescagem | Repescagem | Quartas de final | Quartas de final | Semifinais | Semifinais | Final | Final   |
| Atleta         | Evento                  | Tempo         | Posição       | Tempo      | Posição    | Tempo            | Posição          | Tempo      | Posição    | Tempo | Posição |
| -------------- | ----------------------- | ------------- | ------------- | ---------- | ---------- | ---------------- | ---------------- | ---------- | ---------- | ----- | ------- |
| Privel Hinkati | Skiff simples masculino |               |               |            |            |                  |                  |            |            |       |         |

Legenda de Qualificação: FA=Final A (medalha); FB=Final B; FC=Final C; FD=Final D; FE=Final E ; FF=Final F; SA/B=Semifinais A/B; SC/D=Semifinais C/D; SE/F=Semifinais E/F; QF=Quartas de final; R=Repescagem